# Cesar Calejon
Cesar Antonio Calejon Ibrahim (11 de julho de 1979) é um jornalista e escritor brasileiro. Desde as eleições gerais no Brasil em 2018, é crítico de Jair Bolsonaro e do movimento conhecido como “bolsonarismo”, tendo escrito vários livros sobre o assunto. Também participou de programas de TV e no rádio e em canais do Youtube como a TV247, Galãs Feios, Opera Mundi, DCM etc. Além disso, participou integrou programa do Grupo Jovem Pan, nos quais se envolveu em algumas polêmicas com outros comentaristas.
De ascendência multiétnica, o jornalista contribuiu como colunista da revista CartaCapital, da revista Trip, do portal Brasil 247 e Waves.
Calejon é graduado em comunicação social pela Universidade São Marcos, possui especialização em Relações Internacionais pela Fundação Getulio Vargas e mestrado em Mudança Social e Participação Política pela Universidade de São Paulo.

## Instituto Conhecimento Liberta (ICL)
Atualmente, Calejon faz parte do quadro de comentarista do ICL, onde tem se destacado ao lado de jornalista como Xico Sá, Chico Pinheiro, Leandro Demori, Fábio Pannunzio, Guga Noblat, Gabriela Varella, Eduardo Moreira, entre outros.

## Livros
- 2019: A Ascensão do Bolsonarismo no Brasil do Século XXI[17]
- 2021: Tempestade Perfeita: o bolsonarismo e a sindemia covid-19 no Brasil[17]
- 2022: Sobre perdas e danos: negacionismo, lawfare e neofascismo no Brasil[17]
- 2023: Esfarrapados: Como o elitismo histórico-cultural moldou as desigualdades no Brasil[17]